# Pseudobiotus megalonyx
Pseudobiotus megalonyx är en djurart som tillhör fylumet trögkrypare, och som först beskrevs av Thulin 1928.  Pseudobiotus megalonyx ingår i släktet Pseudobiotus och familjen Hypsibiidae. Inga underarter finns listade i Catalogue of Life.